# Irion County
Irion County är ett administrativt område i Texas, USA. År 2010 hade countyt 1 599 invånare (2010). Den administrativa huvudorten (County Seat) är Mertzon. Sherwood var huvudort från 1889 fram till 1939 då administrationen flyttade till Mertzon. 

## Geografi
Enligt United States Census Bureau har countyt en total area på 2 725 km². 2 725 km² av den arean är land och 0 km² är vatten. 

### Angränsande countyn
- Tom Green County - norr och öster
- Schleicher County - sydost
- Crockett County - sydväst
- Reagan County - väst